# Diecezja Salmas
Diecezja Salmas (łac. Dioecesis Salmasiensis) – diecezja Kościoła chaldejskiego w północno-zachodnim Iranie. Została erygowana w 1709. Formalnie znajduje się w metropolii Urmii, jednak w praktyce pozostaje w unii personalnej z archidiecezją Urmii i ma z nią wspólną kurię, przez co metropolita Urmii kieruje osobiście obiema administraturami. 